# یونیفرم ملوان آکبی
یونیفرم ملوان آکبی (به انگلیسی: Akebi's Sailor Uniform) مجموعه مانگا ژاپنی نوشته و تصویرگری هیرو است که از اوت ۲۰۱۶ در حال انتشار است و تاکنون چپترها آن در چهارده جلد تانکوبون گردآوری شده است. مجموعه تلویزیونی انیمه اقتباسی ساخته استودیو کلوورورکس از ژانویه تا مارس ۲۰۲۲ پخش شد.

## داستان
کومیچی در طول زندگی جوانی خود همیشه لباس ملوانی را دوست داشت حتی تا آنجا پیش رفت که مادرش یووا هنگام ورود به مدرسه راهنمایی برای او لباس مدرسه به سبک ملوانی برای او دوخت. هنگامی که او در مدرسه خصوصی قدیمی مادرش پذیرفته می‌شود، خوشحال می‌شود که یونیفرم دست‌ساز خود را بپوشد. زمانی که به مدرسه جدیدش می‌رسد، با تعجب متوجه می‌شود که مدرسه دیگر از لباس ملوانی استفاده نمی‌کند و به جای آن لباس‌های دیگری جایگزین شده است. با وجود شرایط، مدیر مدرسه با خوشحالی استثنا قائل شده و به او اجازه می‌دهد لباس سنتی ملوان را بپوشد. همان‌طور که او سال‌های اولیه نوجوانی خود را سپری می‌کند، حتی در طول مسیر با مشکلاتی روبرو می‌شود، با بسیاری از همسالان مدرسه اش آشنا می‌شود و با آنها دوست می‌شود و از زندگی مدرسه اش لذت می‌برد.